# Bracon iskilipus
Bracon iskilipus es una especie de insecto del género Bracon de la familia Braconidae del orden Hymenoptera.

## Historia
Fue descrita científicamente por primera vez en el año 2008 por Beyarslan & Tobias.